# Józef Stec
Józef Stec ps. „Jod” (ur. 4 stycznia 1911 w Dębicy, zm. 12 maja 1995 tamże) – polski konspirator, uczestnik akcji „Burza”, członek Armii Krajowej członek Zrzeszenia Wolność i Niezawisłość, sanitariusz, harcerz, fotograf, działacz społeczny związany z Polskim Czerwonym Krzyżem.

## Życiorys

### Dzieciństwo i młodość
Był synem Franciszka i Jadwigi (z domu Barszcz). Miał trzech braci: Władysława, Stanisława i Kazimierza oraz cztery siostry Zofię, Władysławę, Lidię i Józefę. W 1926 roku rozpoczął naukę w Gimnazjum im. Króla Władysława Jagiełły w Dębicy. Tam wstąpił również do II drużyny męskiej im. Zawiszy Czarnego. W dębickim gimnazjum czynnie uczestniczył w działaniach społecznych, dzięki czemu uzyskał stopień harcerski – samarytanina. Po zdobyciu sprawności wodnika został drużynowym I drużyny żeglarskiej im. Mariusza Zaruskiego. W harcerstwie zaczęła się jego pasja fotograficzna. Z początku nie posiadał własnego sprzętu, jednak za pomocą pożyczonych aparatów i klisz często fotografował np. uroczystości patriotyczne lub zbiórki harcerskie.

### Działalność jako sanitariusz
Swoją przygodę jako sanitariusz rozpoczął wiosną 1936 roku w Krakowie. Odbył on tam kurs z ratownictwa ogólnego i przeciwgazowego uzyskując klasyfikacje instruktora. W związku z rosnącym zagrożeniem w Rzeczypospolitej rozszerzono zadania dla PCK i w styczniu 1937 roku wprowadzono przygotowania ludności do obrony przeciwlotniczej i przeciwgazowej. Latem tego samego roku Józef Stec wraz z inżynierem Władysławem Zielińskim zorganizował na rynku w Dębicy ćwiczenia z ratownictwa sanitarnego. Z czasem jego wysiłek został doceniony, we wrześniu 1938 roku został wyznaczony komendantem drużyny ratowniczej na miasto Dębica.

### Pierwsze miesiące okupacji i praca w konspiracji
Po wybuchu II wojny światowej udał się do Lwowa w celu uzupełnienia materiałów opatrunkowych i innych artykułów medycznych. Po powrocie do Dębicy, podczas gdy niemieckie oddziały już stacjonowały w mieście, włączył się w działalność PCK. Na początku października otrzymał legitymację, dzięki której mógł swobodnie poruszać się w regionie, legalnie zbierać żywność, lekarstwa oraz listy od jeńców polskich. W 1940 roku otrzymał dwukrotnie od władz niemieckich nakaz pracy do „Baudienstu” w Pustkowie oraz na kolei w Pustyni. Dzięki przewodniczącej RGO Helenie Jabłonowskiej i znajomości języka niemieckiego otrzymał zatrudnienie w starostwie powiatowym przez co nie podlegał treści nakazów. Wiosną 1940 roku pod pseudonimem „Jod” wstąpił do tajnej organizacji wojskowej pod nazwą Służba Zwycięstwu Polski (od 1942 roku Armia Krajowa). Dzięki swojemu doświadczeniu został przydzielony do szkolenia drużyn ratowniczych. Szkolił on sanitariuszy na wypadek ogólnonarodowego powstania, a w latach późniejszych na akcje „Burza”. W okresie okupacji zaniechał on fotografowania, za posiadanie aparatu groziło niebezpieczeństwo dla właściciela i jego rodziny. Pomimo panującej sytuacji wykonał zdjęcie rozstrzelanych zakładników przy nasypie kolejowym w dniu 2 lutego 1944 roku.

### Akcja „Burza”
27 lipca 1944 roku, po ogłoszeniu koncentracji oddziałów AK, udał się do leśniczówki w Braciejowej, a następnie na polanę leśną Kałużówka. Zajmował się on punktami sanitarnymi oraz dokumentował aparatem życie obozowe. Uwiecznił on m.in. pogrzeb majora Józefa Lutaka, ps. „Dyzma”. Podczas cofania się Niemiec od wschodu, grupy partyzanckie umiejscowione w lasach Braciejowej i Południka postanowiły im przeszkodzić. Trwające kilka dni walki przyniosły Armii Krajowej bardzo duże straty w ludziach. Służba sanitarna nie miała szans uratować wielu partyzantów. Rozpoczęto ucieczki w grupach bądź pojedynczo. Józef Stec wyszedł z lasu z ostatnią grupą wraz z rannymi, którymi się opiekował. Znaleźli oni schronienie w Strzegocicach, gdzie doczekali się wyzwolenia przez oddziały radzieckie w dniu 17 stycznia 1945 roku.

### Po wyzwoleniu
Po wojnie powrócił do domu rodzinnego. Natychmiastowo podjął bezinteresowną pracę w PCK. Najważniejszym zadaniem PCK w tym okresie było ustalenie strat po wojnie i pomoc mieszkańcom miasta i powiatu. W 1945 roku dołączył do organizacji antykomunistycznej „Wolność i Niezawisłość”. Działał on tam w komisji pod nazwą „Opieka Społeczna”. Kolportował on także prasę podziemną „Biały Orzeł”, rozprowadzał ulotki antypaństwowe przed wyborami w 1947 roku oraz zbierał informacje dotyczące nastrojów społecznych.Od 1 stycznia 1946 roku należał do Związku Zawodowego Pracowników Instytucji Społecznych.
10 lipca 1946 roku w dzień targowy na Dębickim rynku doszło do egzekucji żołnierzy Narodowych Sił Zbrojnych z oddziału „Mściciela”. Całe wydarzenie miało na celu zastraszenie społeczeństwa oraz wymuszenie zaprzestania walki z komunistycznym reżimem. Organizacja WiN wiedząc wcześniej o przygotowywaniu egzekucji zleciła Józefowi Stecowi uwiecznić to na kliszy fotograficznej. Józef Stec wykonał zadanie robiąc kilka ujęć z ukrycia. Zdjęcie zostało wykorzystane w raporcie przygotowanym dla ONZ w sprawie terroru komunistycznego w Polsce. Jesienią 1948 roku, chcąc zdobyć wyższe wykształcenie, rozpoczął naukę w Państwowym Studium Administracyjnym w Rzeszowie. Jego edukacje przerwało aresztowanie przez Powiatowy Urząd Bezpieczeństwa.

### Żołnierz Wyklęty
28 stycznia 1949 roku został aresztowany za fotografię wykonaną podczas egzekucji członków NSZ na rynku w Dębicy. Ostatecznie w czasie przesłuchania potwierdził wykonanie zdjęcia i informację komu je przekazał. Po brutalnym śledztwie został skazany przez wojskowy sąd rejonowy w Rzeszowie na 7 lat ciężkiego więzienia. W 1954 roku został zwolniony z powodu złego stanu zdrowia i powrócił do Dębicy. Po wyjściu z więzienia, o słabym stanie zdrowia oraz niemal całkowicie zrażony do władzy, mierzył się z niezwykle trudnym okresem życia. Nie mógł znaleźć pracy państwowej, jednak nie pozostawał bezczynny.Otworzył więc warsztat fotograficzny we własnym mieszkaniu. Dokumentował niemal wszystkie uroczystości kościelne i państwowe. Nadal interesował się także działalnością Polskiego Czerwonego Krzyża. Rejestrował życie mieszkańców i zmiany w mieście.

### Ostatnie lata
W 1961 zawarł związek małżeński z Zofią Kardyś. Miał dwóch synów: Wiesława, Andrzeja oraz córkę Halinę. W 1991 roku wyrokiem Sądu Wojewódzkiego w Rzeszowie został zrehabilitowany za czyny, które w 1949 mu zarzucono. Zmarł 12 maja 1995 roku i został pochowany na Cmentarzu Parafialnym w Dębicy.

## Odznaczenia
- Medal Wojska – czterokrotnie (14 sierpnia 1948)
- Krzyż Armii Krajowej – (25 września 1981)
- Krzyż Partyzancki – (29 września 1982)
- Odznaka „Związek Więźniów Politycznych Okresu Stalinowskiego 1939 – 1956” – (21 lutego 1990)
- Krzyż Zrzeszenia „Wolność i Niezawisłość” – (17 września 1992)
- Odznaka pamiątkowa – „Akcji Burza” – (1994)